# Arthur Gomez
Arthur Gomez (ur. 12 lutego 1984 w Bandżul) – gamibisjki piłkarz występujący na pozycji napastnika. Jego matka pochodzi z Konga, a ojciec z Zanzibaru. Ma młodszego brata, który do dzisiaj występuje w lidze gambijskiej.